# Ajmã (cidade)
Ajmã (em árabe: عجمان; romaniz.: Ajman) é a capital do emirado de Ajmã, nos Emirados Árabes Unidos, localizada junto ao Golfo Pérsico. Segundo censo de 2010, tinha 250 000 habitantes. Está a 16 metros de altura.